# 니시키코지가
니시키코지 가(일본어: 錦小路家 니시키코지케[*])는 반가의 가격(家格)을 가진 당상가이다. 단바씨 적류.

## 개요
무로마치 시대의 단바 시게나오의 아들·니시키코지 유키모토를 시조로 한다. 5대 모리나오 시기에 단절 되지만, 에도 시대 전기의 궁내청 차관 후나바시 요리스에의 아들 요리쓰나가 들어와 재건한다. 가업은 의도(医道). 에도 시대의 녹봉은 오쿠라마이(御蔵米) 30석.
막말 요리노리는 존왕양이파로써 활동하지만, 8월 18일의 정변으로 실각하여, 산조 사네토미와 함께 조슈로 낙향한 칠향락(卿落ちの)의 공가 중 한 집안. 메이지 유신 후, 아리아케가 자작의 작위를 받는다. 그의 양자인 요리타카는 귀족원 의원 (유작자 호선 의원)을 맡았다.